# Eleições presidenciais na Abecásia em 2009
As eleições presidenciais abecásias de 2009 foram realizadas em 12 de dezembro.

## Resultados
O presidente abecásio foi reconduzido para mais um mandato. Sergei Bagapsh obteve 59,4% dos votos. Raoul Khadjimba alcançou 15,4% do eleitorado. Mas a oposição fala em “fraudes massivas”.
O presidente reeleito declarou que o caminho que a Abecásia escolheu foi o da independência, “quer isso agrade ou não à União Europeia (UE) e aos Estados Unidos”. Mas foi prudente e salientou o respeito que tem por ambos. O pleito foi considerado “uma farsa” pela Geórgia. Enquanto os russos felicitaram a Abecásia, a UE informou que não reconhece os resultados do pleito.